# Ladislav Šamberger
Ladislav Šamberger (* 16. září 1923) je bývalý český fotbalista, útočník.

## Fotbalová kariéra
V československé lize hrál za SK Viktoria Plzeň a Sokol Trojice Ostrava. V lize nastoupil ve 135 utkáních a dal 37 gólů.

## Ligová bilance
| Ročník                                     | Zápasy | Góly | Klub                  |
| ------------------------------------------ | ------ | ---- | --------------------- |
| Národní liga 1941/42                       | -      | 4    | SK Viktoria Plzeň     |
| Národní liga 1943/44                       | -      | 0    | SK Viktoria Plzeň     |
| Státní liga 1945/46                        | -      | 5    | SK Viktoria Plzeň     |
| Státní liga 1946/47                        | -      | 9    | SK Viktoria Plzeň     |
| Státní liga 1947/48                        | -      | 4    | SK Viktoria Plzeň     |
| Státní liga 1948                           | -      | 7    | SK Viktoria Plzeň     |
| Celostátní československé mistrovství 1949 | -      | 1    | Sokol Trojice Ostrava |
| Celostátní československé mistrovství 1950 | -      | 2    | Sokol Škoda Plzeň     |
| Mistrovství československé republiky 1951  | -      | 3    | Sokol Škoda Plzeň     |
| Mistrovství československé republiky 1952  | -      | 2    | Sokol ZVIL Plzeň      |
| CELKEM                                     | 135    | 37   |                       |